# Чедрино
Чедри́но (итал. Cedrino; лат. Kaidros) — река в Италии, протекает на востоке острова Сардиния. Впадает в Тирренское море.
Длина 80 км. Исток в горах Дженнардженту. Высота истока — 1316 м над уровнем моря. Течёт в северо-восточном направлении, впадает в залив Орозеи (Тирренское море) около города Орозеи. Это пятая по длине река в Сардинии. На латинском языке река называлась лат. Caedris.
На реке построена плотина, есть искусственный водоём, вода из которого используется для орошения.